# شهرداری رشت
شهرداری رشت یتٚآ نهاد عمومی اما غیردولتی است در شهر رشت تأسیس شد شهرداری رشت سابقه‌ای همتراز با شهرداری تهران دارد پس از شکل‌گیری مشروطیت در ایران با تصویب قانون بلدیه در ۱۲۸۶ خورشیدی رسماً تأسیس شد و در زمره اولین بلدیه‌های ایران است؛ و پیش از تصویب قانون بلدیه اداره شهر بر عهده انجمن بلدیه رشت بود.
این نهاد عمومی مسئولیت اداره کلانشهر رشت را به عهده دارد. مدیریت این سازمان با شهردار رشت است که از طریق آرای شورای شهر رشت انتخاب می‌شود و حکم وی توسط وزیر کشور ابلاغ می‌شود. شهرداری رشت، شامل ۵ منطقه‌است که اداره مناطق شهری رشت به عهده شهردار منطقه می‌باشد و هر منطقه شامل چند ناحیه شهری است شهر رشت دارای ۱۵ ناحیه شهری می‌باشد، این نواحی شامل بر ۵۵ محله شهری است. بودجه شهرداری از درآمدهای نقدی و غیرنقدی خودش و عوارض پرداختی شهروندان رشتی تأمین می‌شود.
در حال حاضر رحیم شوقی چهارده شهردار شهر رشت می باشد

## تاریخچه

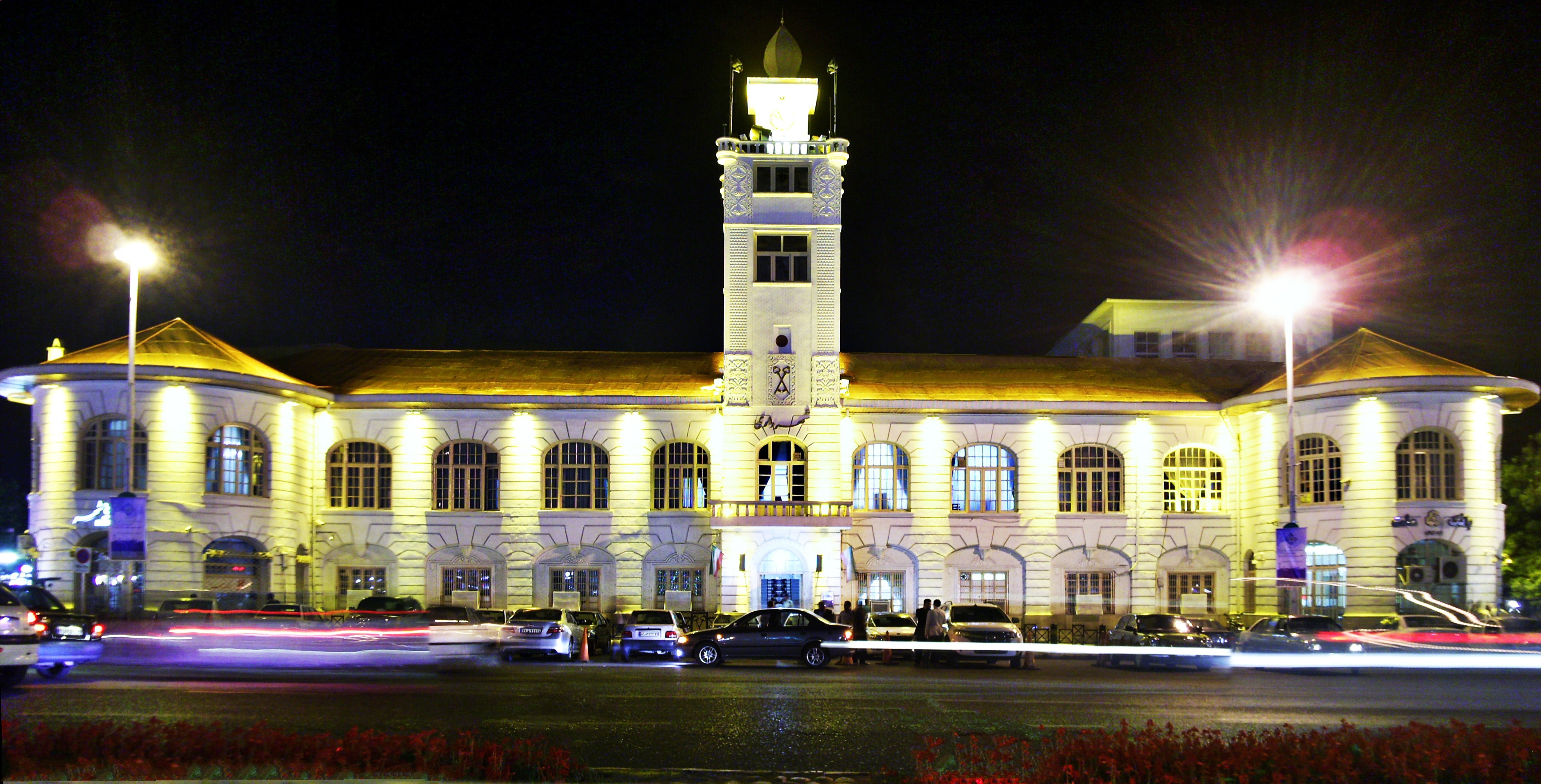
ساختمان شهرداری رشت

حاجی میرزا خلیل که از مشروطه خواهان صدیق بود مأمور تأسیس بلدیه (شهرداری) گردید و انجمنی به ریاست حاجی میرزا یوسف خان و عضویت سید مهدی رئیس الواعظین، ناصر التجار، میر احمد امام، حاجی میرزا ابوطالب و میر منصور هدی به نام «انجمن بلدیه» به او کمک فکری می‌کردند.
اصطلاحات آن روزی شهر که در اطرافش فعالیت می‌شد، عبارت بود از سنگفرش کوچه‌ها و خیابانها (در آن تاریخ اغلب نقاط شهر خاکی و به مجرد ریزش باران غیرقابل عبور بود)، طاق زدن زیر معابر به منظور عبور فاضلاب (گودالهایی از بارندگی تشکیل می‌شد که مردم مجبور بودند به گرده افراد سوار شده از منطقه آب گرفته بگذرد)، رسیدگی به قصابخانه و نانواها و تنظیفات شهری و شماره‌گذاری در شبکه‌ها و از این قبیل که هر یک در آن زمان دارای اهمیت خاصی بودند.
حاجی میرزا خلیل آقا، اولین رئیس انجمن بلدیه رشت، فرزند میرزا مهدی شریعتمدار به حاجی ملارفیع بود. وی کار سازندگی در سطح شهر را با جدیت تمام آغاز کرد. در شماره ۱۸ روزنامه نسیم شمال به تاریخ ۹ ربیع الثانی ۱۳۲۶ صفحه ۳ می‌خوانیم.
انجمن مبارک بلدیه به سعی و اهتمام آقای حاج میرزا خلیل آقا که رئیس بلدیه است، شب و روز در فکر ترفیع حال اهالی و تخفیف قیمت اجناس و ارزانی ارزاق می‌باشند. راه پیر بازار که از خرابی ممتنع العبور بود، در این ایام به اهتمام بلدیه به نیکوترین طرحی مشغول تعمیر است و ایضاً بلدیه قول داده‌است که هر شب هزار چراغ از الکتریسیته و فانوس‌های ملّون در معابر و محلات شهر رشت روشن کند. در زمان تصدی حاج میرزا خلیل آقا، ساختمان کنونی شهرداری رشت هنوز ساخته نشده بود و اداره بلدیه در محل ساختمان «خوستاریا» مستقر بود.
بر پایه خبری که تحت عنوان اخبارات شهری در شماره ۱۲ روزنامه نسیم شمال در سال ۱۲۸۶ هـ. ش منتشر شده، نخستین اداره بلدیه رشت، پس از انتخاباتی که در روز دهم بهمن ماه ۱۲۸۶ برای تشکیل انجمن بلدیه برگزار شد، تأسیس گردید. برگزاری انتخابات مذکور و آغاز به کار اداره بلدیه که هم‌زمان با تهران صورت پذیرفت، تأثیرات فراوانی در توسعه شهری رشت داشت. بر طبق خبر درج شده در روزنامه پرورش شماره ۱۳۵ چهارشنبه اول تیر ماه ۱۳۰۵، اداره بلدیه رشت در این تاریخ به ساختمان نوساز خود انتقال یافت. ساختمانی که با الهام از معماری نئوکلاسیک اروپا به ویژه معماری سنت پیترزبورگ روسیه و توسط معماران ایرانی مقیم رشت ساخته شد و هم‌اکنون نیز پس از گذشت ۷۵ سال مقر شهرداری رشت است.

## مناطق، معاونت‌ها و سازمان‌های شهرداری رشت

### معاونت‌ها
- معاونت شهرسازی و معماری
- معاونت فنی و عمرانی
- معاونت اداری مالی
- معاونت خدمات شهر
- معاونت برنامه‌ریزی و حمل و نقل و ترافیک

### سازمان‌ها
- سازمان اتوبوسرانی رشت و حومه
- سازمان تاکسیرانی رشت
- سازمان آتش‌نشانی و خدمات ایمنی شهرداری رشت
- سازمان پارک‌ها و فضای سبز شهرداری رشت
- سازمان فرهنگی ورزشی شهرداری رشت
- سازمان عمران شهرداری رشت
- سازمان پایانه‌های مسافربری شهرداری رشت
- سازمان مدیریت پسماند شهرداری رشت
- سازمان حمل ونقل و ترافیک شهرداری رشت
- سازمان خدمات موتوری شهرداری رشت
- سازمان میادین میوه‌وتره بار شهرداری رشت
- سازمان آرامستان‌های شهرداری رشت
- سازمان زیباسازی شهرداری رشت

## ساختمان مرکزی

### مجموعه میدان شهرداری
کاخ شهرداری و نیز موزه پست و ساختمان قدیمی هتل ایران می‌باشد. مجموعه میدان شهرداری رشت را تشکیل می‌دهند در اوایل سلطنت رضا شاه پهلوی (۱۳۰۴-۱۳۲۰ ه‍.ش) احداث شده‌است. به هنگام وقوع زلزله مهیب و ویرانگر منجیل در سال ۱۳۶۹ آسیب دیده بود که چندی بعد به صورت سابق بازسازی گردید.
مجموعه شهرداری مربوط به دوره است و در رشت، میدان شهرداری واقع شده و این اثر در تاریخ ۲۶ آذر ۱۳۵۶ با شماره ثبت ۱۵۱۶ به‌عنوان یکی از آثار ملی ایران به ثبت رسیده‌است.

### ویژگی‌ها

#### آرم شهرداری رشت
آرم شهرداری رشت با قدمت دیرینه از دو کلید به عنوان نماد کلید بازگشایی مشکلات شهری طراحی گردیده‌است. از این آرم در پرچم‌های پل‌های درون‌شهری رودخانه‌های رشت و پل‌های تقاطع‌های غیرهمسطح به عنوان نماد شهر استفاده می‌شود.

##### کلید طلایی شهر
کلید طلایی شهر برگرفته از نماد شهرداری به ابتکار شهرداری به نخبگان شهر رشت اهدا می‌شود. در شهریور ۱۳۹۳ نخستین کلید طلایی رشت در مراسمی به پروفسور مجید سمیعی برترین جراح مغز دنیا اهدا شد. وی در هنگام دریافت این جایزه گفت: 
امروز شهردار رشت کلید طلایی شهر را از طرف شما مردم عزیز به من دادند و این جمله آقای روحانی را به من یادآوری نمودند که ما با کلیدهایمان می‌خواهیم درها را باز کنیم، و من نیز با دریافت این کلید طلایی می‌گویم: ما با این کلید می‌خواهیم درهای علم و دانش را برای تمام کشور عزیزمان ایران باز کنیم و اسم این کلید را در آینده باید کلید طلایی شهر رشت برای باز کردن درهای علم و دانش در گیلان بلکه سراسر ایران بگذاریم.

#### برج ساعت
زنگ ساعت مجموعه در هر ساعت برابر با عدد ساعت و هر نیم ساعت یک زنگ به صدا در می‌آید.

#### گروه موزیک
اجرای موزیک زنده به‌طور روزانه در صبحگاه و مناسبت‌ها توسط گروه ارکستر شهرداری رشت رو به روی درب شهرداری داخل محوطه میدان و در محوطه مخصوص گروه ارکستر از ویژگی‌های بی‌نظیر شهرداری رشت است.

### ساختمان جدید
ساختمان جدید شهرداری رشت با مساحت حدود ۱۰ هزار متر مربع شامل قسمت‌های اداری، آمفی تئاتر، سالن‌های نمایش و فعالیت برای NGOها در انتهای بلوار امام خمینی شهر رشت ساخته شده‌است و پس از انتقال شهرداری به ساختمان جدید ساختمان قدیمی تبدیل به موزه بلدیه رشت و مرکز اسناد شهرداری رشت خواهد شد.

## فهرست شهرداران
| ردیف  | نام                       | توضیحات                                                                  | پذیرش پست     | ترک پست       |
| ----- | ------------------------- | ------------------------------------------------------------------------ | ------------- | ------------- |
| ۱     | میرزا خلیل رفیع           |                                                                          | ۱۲۸۶          | ۱۳۰۰          |
| ۲     | محمود غفاری۱              |                                                                          | ۱۳۰۲          | ۱۳۰۳          |
| ۳     | اسماعیل سهراب‌زاده۱        |                                                                          | ۱۳۰۲          | ۱۳۰۴          |
| ۴     | موسی شاهقلی۱              |                                                                          | ۱۳۰۴          | ۱۳۰۵          |
| ۵     | محمود غفاری               | بار دوم                                                                  | ۱۳۰۵          |               |
| ۶     | عیسی احتشامی              |                                                                          | ۱۳۰۵          | ۱۳۰۶          |
| _     | نصرالله رضا               | (کفیل)                                                                   | ۱۳۰۶          | ۱۳۰۷          |
| _     | رضا افشار                 | (کفیل)                                                                   | ۱۳۰۷          | ۱۳۰۸          |
| ۷     | محمد حاتم                 |                                                                          | ۱۳۰۸          | ۱۳۰۹          |
| ۸     | احمد خجسته                |                                                                          | ۱۳۱۰          |               |
| ۹     | عباس حاتمی                |                                                                          | ۱۳۱۰          | ۱۳۱۳          |
| ۱۰    | اسدالله مجلسی             |                                                                          | ۱۳۱۳          | ۱۳۱۴          |
| _     | قاسم مقدم                 | (کفیل)                                                                   | ۱۳۱۴          | ۱۳۱۶          |
| ۱۱    | احمد آذرنوش               |                                                                          | ۱۳۱۶          | ۱۳۱۸          |
| ۱۲    | علی‌اصغر حجازی             |                                                                          | ۱۳۱۹          | ۱۳۲۱          |
| ۱۳    | محمود محمودی              |                                                                          | ۱۳۲۱          | ۱۳۲۲          |
| ۱۴    | یوسف سیمرغ                |                                                                          | ۱۳۲۲          | ۱۳۲۵          |
| ۱۵    | علی حسام                  |                                                                          | ۱۳۲۵          |               |
| ۱۶    | ابوالفضل عباس‌زاده         |                                                                          | ۱۳۲۶          | ۱۳۲۸          |
| ۱۷    | علیرضا بهزادی             |                                                                          | ۱۳۲۸          | ۱۳۲۹          |
| ۱۸    | ابراهیم موسویان           |                                                                          | ۱۳۲۹          | ۱۳۳۰          |
| ۱۹    | محمدعلی دادور             |                                                                          | ۱۳۳۰          | ۱۳۳۱          |
| ۲۰    | جهانگیر سرتیپ‌پور          |                                                                          | ۱۳۳۱          | ۱۳۳۳          |
| ۲۱    | عبدالحسین فروغی           |                                                                          | ۱۳۳۳          | ۱۳۳۴          |
| ۲۲    | یوسف رئیس‌سمیعی            |                                                                          | ۱۳۳۵          | ۱۳۳۶          |
| ۲۳    | شمس امیری                 |                                                                          | ۱۳۳۶          | ۱۳۳۸          |
| ۲۴    | محمدحسین دهقان            |                                                                          | ۱۳۳۸          |               |
| ۲۵    | غلامحسین سمیع             |                                                                          | ۱۳۳۸          | ۱۳۳۹          |
| ۲۶    | علیرضا مهرداد             |                                                                          | ۱۳۳۹          |               |
| (۱۹)  | محمدعلی دادور             | بار دوم                                                                  | ۱۳۳۹          | ۱۳۴۰          |
| ۲۷    | سیدمهدی یموت              |                                                                          | ۱۳۴۰          | ۱۳۴۱          |
| (۱۹)  | محمدعلی دادور             | بار سوم                                                                  | ۱۳۴۱          | ۱۳۴۲          |
| ۲۸    | حسین عطاپور               |                                                                          | ۱۳۴۳          |               |
| ۲۹    | رضا سجادی                 |                                                                          | ۱۳۴۳          | ۱۳۴۴          |
| ۳۰    | قاسم صوفی                 |                                                                          | ۱۳۴۴          | ۱۳۵۰          |
| ۳۱    | هادی زاهدی                |                                                                          | ۱۳۵۰          | ۱۳۵۱          |
| ۳۲    | عبدالله شیرخانی           |                                                                          | ۱۳۵۱          | ۱۳۵۲          |
| ۳۳    | ابوالحسن دادور            |                                                                          | ۱۳۵۲          | ۱۳۵۵          |
| ۳۴    | هرمز ملکشاهی              |                                                                          | ۱۳۵۵          | ۱۳۵۶          |
| (۳۲)  | عبدالله شیرخانی           | بار دوم                                                                  | ۱۳۵۶          | ۱۳۵۷          |
| ۳۵    | سیدحسین موسوی             |                                                                          | ۱۳۵۷          | ۱۳۵۸          |
| ۳۶    | محمدتقی بحرپیما           |                                                                          | ۱۳۵۸          | ۱۳۵۹          |
| ۳۷    | احمد خشوعی                |                                                                          | ۱۳۵۹          | ۱۳۶۳          |
| ۳۸    | احمد رمضان‌پور نرگسی       |                                                                          | ۱۳۶۳          | ۱۳۶۵          |
| ۳۹    | اسماعیل فلاح              |                                                                          | ۱۳۶۵          | ۱۳۶۷          |
| ۴۰    | صادق خلیلی                |                                                                          | ۱۳۶۷          | ۱۳۶۸          |
| ۴۱    | هادی الماسی               |                                                                          | ۱۳۶۸          | ۱۳۷۴          |
| ۴۲    | رحمت حمیدی                |                                                                          | ۱۳۷۴          | ۱۳۸۰          |
| _     | محمدعلی کارپور            | (سرپرست)                                                                 | ۱۳۸۰          |               |
| ۴۳    | مرتضی شگفت                |                                                                          | ۱۳۸۰          | ۱۳۸۲          |
| ۴۴    | رحمان انصاری جوبنی        |                                                                          | ۱۳۸۲          | ۱۳۸۳          |
| _     | محمد نعمتی                | (سرپرست)                                                                 | ۱۳۸۳          |               |
| ۴۵    | اصغر شکرگزار              |                                                                          | ۱۳۸۳          | ۱۳۸۴          |
| _     | محمد نعمتی                | (سرپرست) بار دوم                                                         | ۱۳۸۴          | ۱۳۸۵          |
| ۴۶    | رضا ساغری                 |                                                                          | ۱۳۸۵          | ۱۳۸۶          |
| _     | محمد نعمتی                | (سرپرست) بار سوم                                                         | ۱۳۸۶          |               |
| ۴۷    | رضا خاکسار                |                                                                          | ۱۳۸۶          |               |
| _     | محمد نعمتی                | (سرپرست) بار چهارم                                                       | ۱۳۸۶          |               |
| ۴۸    | محمود فریدونی             |                                                                          | ۱۳۸۶          | ۱۳۹۰          |
| _     | مجتبی خدمت‌بین دانا        | (سرپرست)                                                                 | ۱۳۹۰          | تیر۱۳۹۲       |
| _     | میرنوید میرحق جو          | (سرپرست)                                                                 | تیر ۱۳۹۲      | شهریور ۱۳۹۲   |
| _     | علی بهارمست               | (سرپرست)                                                                 | مهر ۱۳۹۲      | آذر ۱۳۹۲      |
| ۴۹    | محمدابراهیم خلیلی         |                                                                          | آذر ۱۳۹۲      | مهر ۱۳۹۳      |
| _     | کریم سرپرست               | (سرپرست)                                                                 | مهر ۱۳۹۳      | فروردین ۱۳۹۴  |
| ۵۰    | سید محمدعلی ثابت‌قدم       | برکناری درپی فساد مالی طی گزارش های بهنام صفارزاده خبرنگار اقتصادی گیلان | فروردین ۱۳۹۴  | خرداد ۱۳۹۶    |
| _     | فرامرز جمشیدپور           | (سرپرست)                                                                 | خرداد ۱۳۹۶    | شهریور ۱۳۹۶   |
| ۵۱    | مسعود نصرتی               |                                                                          | شهریور ۱۳۹۶   | مرداد ۱۳۹۷    |
| _     | علی بهارمست               | (سرپرست) بار دوم                                                         | مرداد ۱۳۹۷    | خرداد ۱۳۹۸    |
| ۵۲    | ناصر حاج محمدی            | بار اول                                                                  | خرداد ۱۳۹۸    | شهریور ۱۳۹۹   |
| _     | ناصر رستم عطایی           | (سرپرست)بار اول                                                          | شهریور ۱۳۹۹   | آبان ۱۳۹۹     |
| ۵۳    | سید محمد احمدی            | باراول                                                                   | آبان۱۳۹۹      | شهریور ۱۴۰۰   |
| _     | علی بهارمست               | (سرپرست) بار سوم                                                         | شهریور ۱۴۰۰   | آبان ۱۴۰۰     |
| ۵۴(۱) | سید امیرحسین علوی امندانی | بار اول                                                                  | آبان ۱۴۰۰     | تیر ۱۴۰۱      |
| _     | مجتبی خدمت بین دانا       | بار دوم                                                                  | تیر ۱۴۰۱      | شهریور ۱۴۰۱   |
| ۵۴(۲) | سید امیرحسین علوی امندانی | در پی صدور حکم بازگشت بکار توسط دیوان عدالت اداری                        | شهریور ۱۴۰۱   | آذر ۱۴۰۱      |
| _     | یوسف یزدانی               | بار اول                                                                  | آذر ۱۴۰۱      | اردیبهشت ۱۴۰۲ |
| ۵۵    | رحیم شوقی                 | بار اول                                                                  | اردیبهشت ۱۴۰۲ | در حال تصدی   |

## دیپلماسی شهری

### شهرهای خواهرخوانده
| نمادشهر | شهر       | پرچم کشور | کشور      |
| ------- | --------- | --------- | --------- |
|         | مسکو      |           | روسیه     |
|         | ترابوزان  |           | ترکیه     |
|         | کوتائیسی  |           | گرجستان   |
|         | قازان     |           | روسیه     |
|         | ناحیه رشت |           | تاجیکستان |
|         | آستراخان  |           | روسیه     |
|         | مولتان    |           | پاکستان   |